# Ефект Вайнштайна

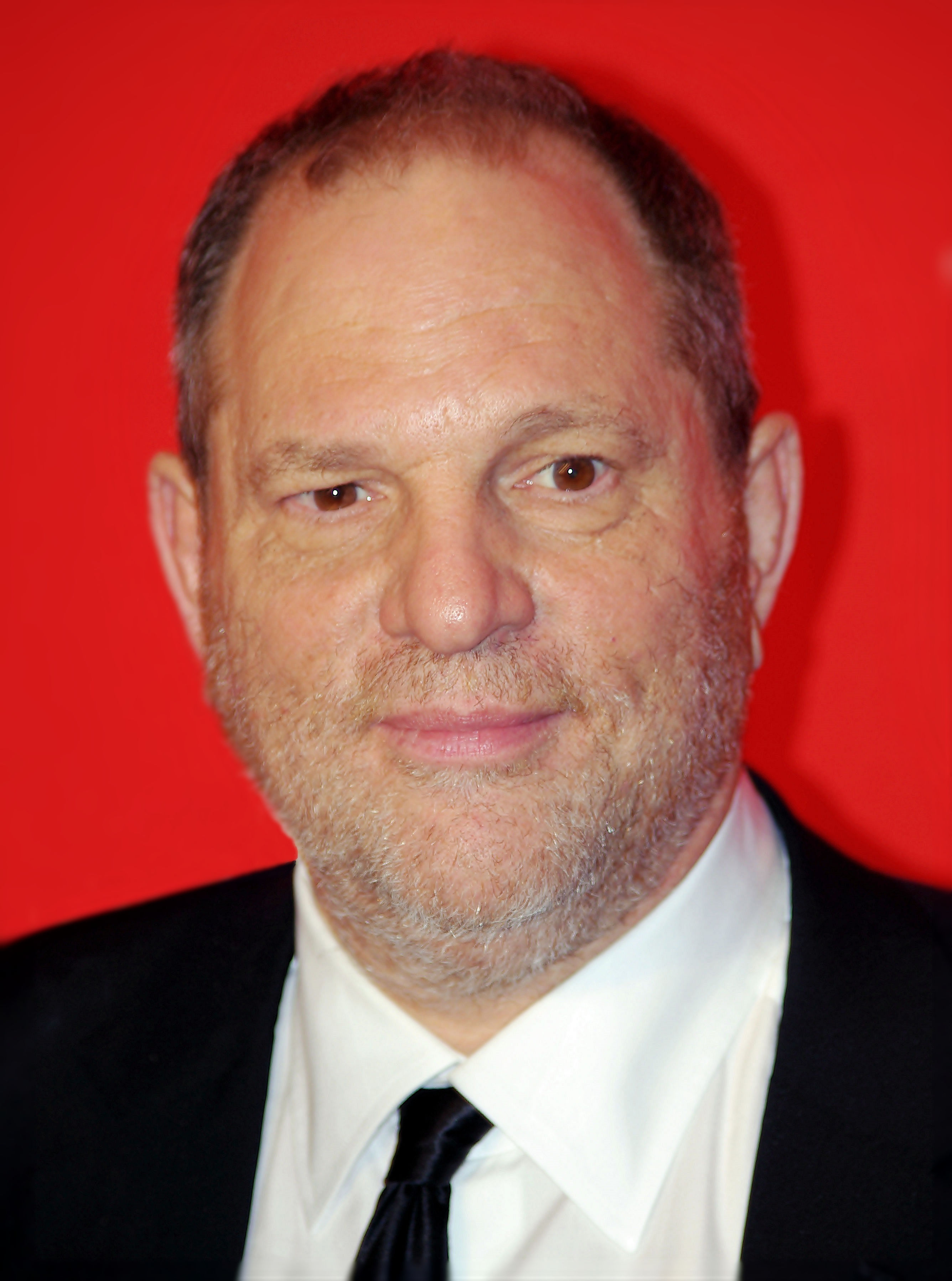
Гарві Вайнштайн визнаний винним у неодноразовому сексуальному насильстві щодо акторок і топменеджерок

Ефект Вайнштайна — феномен масових звинувачень у сексуальних домаганнях і нападах знаменитостей, за якими слідує реакція підприємств та установ. Ефект отримав назву на честь Гарві Вайнштайна, звинувачення якого у жовтні 2017 року викликали хвилю народного обурення проти сексуального насильства як суспільного явища і домоглись його звільнення та позбавлення волі на 23 роки. У поєднанні з іншими випадками сексуальних домагань, здійсненими раніше у тому ж році, і кампанією #MeToo, що закликала постраждалих від домагань ділитися своїм досвідом, це привело до цілої низки скандалів і звинувачень, із залученням різних індустрій, викликало відставку багатьох чоловіків у владних структурах як США, так і інших країн. В індустрії розваг були звинувачені артисти та режисери, серед котрих актор Кевін Спейсі, комік Луїс Сі Кей і режисер Брет Ратнер, контракти з якими були розірвані. Понад 300 жінок звинуватили у домаганнях режисера Джеймса Тобака. Роботу також втратили діячі журналістського середовища: редактори, видавці, власники медіа. В інших галузях покарання заслужив шеф-кухар Джону Беш, керівники у сфері фінансів і зв'язків із громадськістю.
Акція MeToo поширилася на інші країни й мови у соцмережах. Звинувачення проти кількох британських політиків викликали суспільний скандал і призвели до перевірки та відставки трьох чиновників. У Канаді пішов у відставку засновник фестивалю комедії Жильбер Розон. Понад десяток осіб звинуватили радіоведучого з Квебека Еріка Сальвейла у сексуальних домаганнях.
Американські журналісти у бесіді на NPR зробили ряд тверджень про переломний момент у ставленні до сексуальних домагань: на відміну від попередніх подібних публічних дебатів, коли обговорювалися дії раніше нікому не відомих людей, тепер звинувачення були висунуті знаменитостям. The New York Times опублікувала постійно оновлюваний список суспільних діячів, яких звинувачують у сексуальних домаганнях, з посиланнями на публікації, у котрих ці вчинки були опубліковані, а також в яких мали місце наслідки й відповіді звинувачуваних. Станом на 15 листопада 2017 року список включає 28 імен.

## Передісторія
5 жовтня 2017 року газета The New York Times і журнал The New Yorker повідомили про десятиліття звинувачень у сексуальних домаганнях проти кінопродюсера Гарві Вайнштайна, який був невдовзі звільнений із заснованої ним компанії The Weinstein. Стало відомо, що Вайнштайну довгий час вдавалося стримувати розголос шляхом конфіденційних фінансових компенсацій і угод з нерозголошень, жертвами він обирав, як правило, кінозірок та інших знаменитостей. Журналісти також дізналися про «походеньки» політичного оглядача Білла О'Райлі, який виплатив постраждалим до 45 млн доларів за мовчання. В обох випадках публічність заяв змусила роботодавців розірвати договори зі скандальними знаменитостями й пролити світло на «змову мовчання» на тему сексуальних домагань.
На події, що слідували за звинуваченнями Вайнштайна, здійснили вплив і деякі інші подібні резонансні інциденти, які мали місце в різний період, у тому числі й вельми давні: свідчення Аніти Гілл проти претендента на посаду верховного судді США Кларенса Томаса у 1991 році, звинувачення проти Білла Косбі у середині 2010-х років, історія телеведучої Гретхен Карлсон, звільненої із телеканалу Fox News після того, як вона відмовила у домаганнях главі каналу Роджеру Ейлсу, який у підсумку теж був вимушений піти у відставку. Карлсон активно закликала журналістів розслідувати дії Вайнштайна й О'Райлі. Програмістка компанії Uber Сюзан Фаулерс виступила зі звинуваченнями у сексуальних зловживаннях у компанії, які вплинули на репутацію Тревіса Каланика і Дейва Макклюра. Газета USA Today резюмує, у 2017 році «сексуальне домагання стало серйозним злочином».

## Ефект
Звинувачення проти Вайнштайна негайно породили хвилю обурення громадськості проти сексуальних домагань і злочинів у США, у пресі за цим явищем через деякий час закріпилася назва «ефект Вайнштайна». Осмілівши, жінки та чоловіки надавали гласності довго прихованим, з примусу або із власного бажання, історіям про сексуальні домагання на робочих місцях у різноманітних індустріях. Це призвело до звільнень, перевірок і розслідувань відносно чоловіків, наділених тією або іншою владою. Кампанія під хештегом #MeToo на Твіттері закликає сотні тисяч людей ділитися своїми історіями.
Ефект Вайнштайна досяг міжнародного масштабу. У Європі звинувачення у сексуальних домаганнях у ставленні кількох британських політиків переросли у публічний скандал за участю десятків жінок. Скандал охопив проміжок у десятиліття і зачепив політичні партії. Це призвело до тимчасового зупинення членства у парламенті Марка Гарньера і відставки міністра оборони Майкла Феллона та вельського міністра Карла Сарджента. Кампанія #MeToo трансформувалася у #BalanceTonPorc («покажи свою свиню») у Франції й #QuellaVoltaChe («той раз, котрий») в Італії. У Канаді звинувачення на адресу засновника комедійного фестивалю Жильбера Розона призвели до його відставки, а у Квебеці 15 жінок оголосили претензії радіоведучому Еріку Сальвейлу. Під враженням від кампанії #MeToo, південноафриканський співак і колишній політик Дженніфер Фергюсон публічно заявив, що президент Південно-Африканської футбольної асоціації Денні Джордан винен у зґвалтуванні двадцятилітньої давності.
24 лютого 2020 року Вайнтштайн був оголошений винним у двох сексуальних злочинах. Йому призначене покарання з терміном ув'язнення до 23 років.
У 2024 році апеляційний суд у Нью-Йорку скасував обвинувальний вирок. Там визнали, що суддя завдав шкоди Вайнштейну «неналежними рішеннями», зокрема дозволивши свідчити жінкам, які не були частиною справи. На початку вересня 2024 року прокуратура Великої Британії зняла звинувачення у непристойних діях з американського продюсера Гарві Вайнштейна. Жінки, які звинувачують його, заявили, що «розчаровані» таким рішенням.

## Аналіз
Американські журналісти в ході дискусії на NPR зробили ряд тверджень про настання деякого переломного моменту у суспільному ставленні до сексуальних порушень. Новизна полягає передусім у персонах, котрі стали «мішенями» звинувачень: якщо раніше це були, в основному, непублічні люди, то тепер їхнє місце зайняли знаменитості. Соціальні медіа також послужили платформою для людей, де вони отримали можливість безперешкодно й ефективно ділитися своїм досвідом, отримуючи за це емоційне заохочення, котрого не існувало під час попередніх суспільних обговорень. У штаті Каліфорнія розглядають законопроєкт про заборону таємних урегулювань випадків сексуальних домагань.